# Marina Logares Jiménez
Marina Logares Jiménez (Madrid, 1976) es doctora en matemáticas, activista por la inclusividad de la comunidad LGBT y docente en el Departamento de Álgebra, Geometría y Topología de la Universidad Complutense de Madrid. 

## Biografía

### Trayectoria académica
Marina Logares se doctoró en matemáticas por la Universidad Autónoma de Madrid en 2006. Ha trabajado como investigadora y docente de matemáticas en centros como el Max Plank Institut für Mathematik en Bonn (Alemania), el Centro de Matemática da Universidade do Porto (Portugal), el Instituto de Ciencias Matemáticas (ICMAT), la propia Universidad Autónoma de Madrid, la Universidad de Oxford (Inglaterra) o la Universidad de Plymouth (Inglaterra). Así mismo ha sido jefa adjunta del comité de investigación de la Escuela de Computación, Electrónica y Matemáticas (SOCEM por sus siglas en inglés), así como representante de Early Career Researchers en el comité de investigación del SOCEM. En la actualidad es docente en el departamento de Álgebra, Geometría y Topología de la Universidad Complutense de Madrid.
Colabora con personal investigador en Matemáticas y Física del extranjero, tanto en Europa, con la Universidad de Edinburgo (Inglaterra o UK), como fuera de Europa, con el Instituto Tata de Investigación Fundamental en Mumbai (India). De hecho, forma parte del proyecto indo-europeo fundado por el programa IRSES Marie Curie con representantes del ICMAT y de las Universidades de Aarhus, Oxford y Pierre y Marie Curie (París) y del Instituto de Investigación TIFR (Mumbai), CMI (Chennai), IISc (Bangalore). Así mismo, ha formado parte de la Sociedad Matemática de Londres, del grupo de matemáticas puras del Centro de Ciencias Matemáticas, de la Universidad de Plymouth,  así como del grupo de Big Data de esta misma universidad.
Sus áreas de interés en la investigación se centran en la geometría algebraica y compleja y en la física matemática. En particular, estudia la geometría y la topología de los espacios de moduli que surgen en la física matemática, exactamente trabaja en el espacio de moduli de fibrados de Higgs, un conjunto de ecuaciones conectado con la teoría de cuerdas.

### Trayectoria activista
Logares destaca por su compromiso social, especialmente su papel en la lucha por los derechos del colectivo LGTB y su inclusividad en la ciencia. En este sentido, en su etapa en la Universidad de Plymouth fue codirectora del grupo LGTB, dedicado a intentar evitar que nadie en el campus sufra discriminación por su orientación sexual. En esta línea, defiende la necesidad de tener referentes de mujeres matemáticas y de lesbianas en la ciencia.
En 2019 fue incluida en la lista de las 50 personas LGTB más influentes en España por el periódico El Mundo. En 2020 fue la ponente principal en el LGTB STEMinar en Birmingham (Inglaterra). En 2022 fue incluida en la lista de las 100 personas LGTB más influentes en España por el periódico El Mundo

## Aficiones y deporte
Logares es cinturón negro tercer Dan en Taekwondo y cinturón negro en Hapkido.

## Obras
Algunas de sus publicaciones son:
- Artículo 'Moduli Spaces of Framed G–Higgs Bundles and Symplectic Geometry'. Con  Ana Peón Nieto. Julio 2019.[13]
- Artículo 'On Higgs Bundles on Nodal Curves'. Marzo 2019.[13]
- Libro 'Las matemáticas y otras revoluciones'. Colección ¿Qué sabemos de? del CSIC y Catarata, 2018.[14]
- Artículo 'A lax monoidal Topological Quantum Field Theory for representation varieties'. Con Ángel González-Prieto. Septiembre 2017.[13]
- Artículo 'Artículo 'Bohr--Sommerfeld Lagrangians of moduli spaces of Higgs bundles'. Con Indranil Biswas y Niels Leth Gammelgaard. Septiembre 2014.[13]
- Hodge-Deligne polynomials of SL(2,C)-character varieties for curves of small genus'. Con Vicente Muñoz y Peter E. Newstead. Junio 2011.[13]
- Artículo 'A Torelli theorem for the moduli space of parabolic Higgs bundles'. Con Tomás L. Gómez. Mayo 2009.[13]
- Tesis doctoral 'Parabolic U(p;q)Higgs bundles'. Mayo 2006.[13]